# کمب‌کاپل

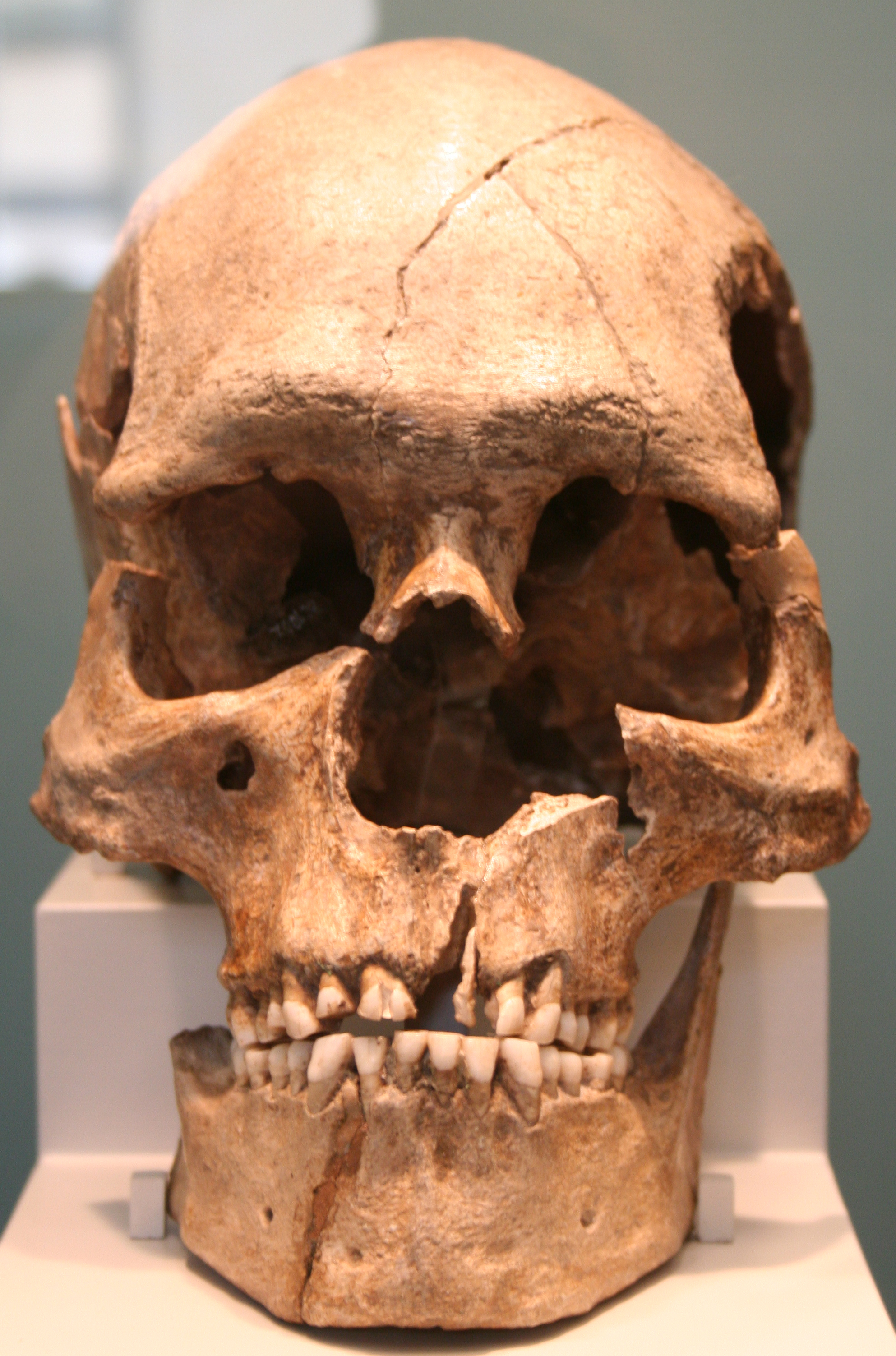
سنگوارهٔ جمجمهٔ یافته‌شده در کمب‌کاپل؛ موزهٔ پیشاتاریخ و تاریخ آغازین برلین

کمب‌کاپل(به فرانسوی: Combe-Capelle) نام مکانی‌است در درهٔ کوز در منطقهٔ پریگور در جنوب فرانسه و دارای آثاری مربوط به دوره‌های پارینه‌سنگی و فراپارینه‌سنگی. مارک آنری آمی از دههٔ ۱۹۲۰ میلادی تا زمان مرگش در سال ۱۹۳۱ اکتشافاتی در اینجا انجام‌داد. 
سنگوارهٔ انسانی در کمب‌کاپل پیداشده‌است که تا دیرزمانی پنداشته می‌شد از آن یک کرومانیون است. این مرد یکی از کهن‌ترین انسان‌های هوشمند یافت‌شده در اروپا است. در سال ۲۰۱۱ میلادی از روی کلاژن موجود در دندان او و با روش طیف‌سنجی جرمی با شتاب‌دهنده دیرینگی آن مربوط به سال ۷۵۷۵ پیش از میلاد دانسته‌شد. در نتیجه او در دورهٔ هولوسین می‌زیسته‌است.